# Кирил Василев
Кирил Василев (болг. Кирил Петров Василев / Kyril Vassilev / Kyril P. Vassilev; 24 травня 1908, Російська імперія — 1 червня 1987, Софія, Болгарія) — болгарський і американський живописець, салонний портретист середини XX століття, що писав на замовлення портрети вищої знаті, в тому числі кількох королів і одного чинного президента США  [Архівовано 4 Березня 2016 у Wayback Machine.].

## Біографія
Народився в болгарській сім'ї. Його батьки розповідали, що маленький Кирил почав малювати з трирічного віку.
У 1927 році художник запрошений виконати офіційний портрет короля Болгарії Бориса III. 1929-м роком датований портрет архієпископа Анджело Джузеппе Ронкаллі (1881—1963), в ті роки перебував у Болгарії папським нунцієм (пізніше архієпископ Ронкаллі стане 261-м римським папою Іоанном XXIII, і це — єдиний портрет Папи Івана XXIII в одязі єпископа).
У 1937 році Кирил Василев переїхав у Сполучені Штати, обладнавши студію у Вест-Палм-Біч, де він писав портрети політиків і світських персонажів, на зразок Елен Річ. Написаний в 1948 році портрет Гаррі С. Трумена (1884—1972), прикрашає Президентську Бібліотеку резиденції (англ.) 33-го Президента США. У числі замовників Василева були король Югославії Петро II Карагеоргієвич (1923—1970) і румунський король Міхай I (1921—2017).
Кирил Василев помер 1 червня 1987 від серцевого нападу.
У Музеї мистецтва Нортона (англ.) у Вест-Палм-Біч, Флорида, у 1989 р. пройшла ретроспективна виставка живопису Кирила Василева.

## Зображення в мережі
- Портрет Хелен Річ, 1940 [Архівовано 26 Вересня 2018 у Wayback Machine.]  [Архівовано 26 Вересня 2018 у Wayback Machine.] Полотно, олія 218 × 86 см.
- Деталь портрета Хелен Річ, 1940 [Архівовано 26 Вересня 2018 у Wayback Machine.]  [Архівовано 26 Вересня 2018 у Wayback Machine.]
- Вершники, що мчаться в галоп [Архівовано 10 Лютого 2019 у Wayback Machine.]  [Архівовано 10 Лютого 2019 у Wayback Machine.]